# Loxaspilates boarmiata
Loxaspilates boarmiata är en fjärilsart som beskrevs av Rudolf Püngeler 1904. Loxaspilates boarmiata ingår i släktet Loxaspilates och familjen mätare. Inga underarter finns listade i Catalogue of Life.